# Lorenza Mazzetti
Lorenza Mazzetti (Florència, 26 de juliol de 1927 - Roma, 4 de gener de 2020) va ser una directora de cinema, pintora i escriptora italiana.
L'obra de la senyora Mazzetti abastava cinema, televisió, pintura i escriptura de llibres; fins i tot va dirigir un popular teatre de titelles al barri Campo de' Fiori de Roma als anys vuitanta. Va viure la seva infància a la Toscana amb els seus oncles, Nina Mazzetti i Robert Einstein, cosí de l'Albert Einstein, qui la van adoptar en quedar òrfena amb la seva germana bessona Paola. Quan l'exèrcit alemany es retirava d'Itàlia, els soldats que buscaven Robert i volien repressaliar-lo pel trasllat d'Albert a Amèrica es van trobar amb la família Einstein a prop de Florència. Robert ja havia fugit als turons, però la seva dona i les seves filles, acusades d'espies, van morir a trets el 3 d'agost de 1944. L'assassinat polític de la seva família adoptiva, perpetrat per les SS com a represàlia per l'exili d'Einstein a Amèrica, traumàtica experiència viscuda durant la Segona Guerra Mundial, va donar forma al seu llibre més aclamat, "Il Cielo Cade" (1961), un best-seller que va guanyar el prestigiós premi Viareggio d'Itàlia. Va ser publicat en anglès l'any següent com a "The Sky Falls". És autora de llibres com Mi può prestare la sua pistola per favore? (1969), que també novel·la la seva vid, Diari Londinenc o Àlbum di famiglia. Va ser una de les fundadores del moviment britànic Free Cinema i va dirigir dues pel·lícules molt singulars, com el curt K i Together, que va ser exhibida al Festival de Cannes de 1956.